# Путраш, Владимир Степанович
Владимир Степанович Путраш (бел. Уладзімір Сцяпанавіч Путраш; 4 апреля 1970, Добруш, Гомельская область, Белорусская ССР, СССР) — белорусский футболист, нападающий. Выступал за сборную Белоруссии.

## Биография

### Клубная карьера
Воспитанник ДЮСШ «Трудовые резервы» г. Минск. В 1988 году окончил Минское высшее техническое училище. После поступления в Институт физкультуры, четыре года играл за СКАФ и СКИФ и в этот период дважды приглашался в дубль минского «Динамо». Также параллельно играл в мини-футбол. Профессиональную карьеру в большом футболе начал в 1992 году, сыграв 14 матчей за «Неман» (Столбцы) в Первой лиге Белоруссии. С 1993 года выступал в высшей лиге за клуб «Белшина». В 1998 году перешёл в чешский клуб «Каучук» («Опава»), но в первом же матче получил травму и позже выступал в аренде в четвёртом дивизионе за «Йискра» (Рымаржов). В 1999 году вернулся на один сезон в «Белшину». В 2000 году перешёл в российский «Металлург» (Красноярск), а оттуда в Казахстан, где сыграл 6 матчей за «AES-Елимай». Вернувшись в Белоруссию, ещё несколько лет выступал за команды низших лиг.
После завершения игровой карьеры работает детским тренером. В 2011 году был старшим тренером «Клеческа». Директор ДЮСШ «Орбита», член президиума Федерации футбола Минска.

### Карьера в сборной
В 1996 году сыграл два товарищеских матча за сборную Белоруссии против Литвы и ОАЭ.

## Политические взгляды
Подписал открытое письмо спортивных деятелей страны, выступающих за действующую власть Беларуси после жестких подавлений народных протестов в 2020 году.

## Достижения
«Белшина»
- Обладатель Кубка Белоруссии: 1996/97
- Бронзовый призёр чемпионата Белоруссии: 1996
- Серебряный призёр чемпионата Белоруссии: 1997

МТЗ-РИПО
- Победитель Второй лиги Белоруссии: 2002

«Барановичи»
- Победитель Второй лиги Белоруссии: 2003